# Gobierno Regional de Apurímac
El Gobierno Regional de Apurímac es el órgano con personalidad jurídica de derecho público y patrimonio propio, que tiene a su cargo la administración superior del departamento de Apurímac, Perú. Su objetivo es el desarrollo social, cultural y económico del departamento. Tiene su sede en la capital regional, la ciudad de Abancay.
Apurímac forma parte de la Mancomunidad Regional Macro Región Sur y la Mancomunidad de los Andes

## Gobernador regional
El Gobernador Regional es el órgano ejecutivo quién es el representante del departamento, es elegido cada cuatro años y no puede ser inmediatamente reelegido. Desde el 1 de enero de 2015 el órgano ejecutivo está conformado por:
- Gobernador Regional: Percy Godoy Medina
- Vice Gobernador Regional: Marisol Valer Miranda

## Gerencias regionales
El Órgano Administrativo está conformado por:
- Gerencia General Regional: CPCC.Cesar Fernando Abarca Vera
- Gerencia Regional de Planeamiento, Presupuesto y Acondicionamiento Territorial: CPC. Nicanor Quispe Amao
- Dirección Regional de Administración: CPCC. Paúl Campos Peña
- Gerencia Regional de Desarrollo Económico: ING. ELIAS ARANIBAR AGUILAR
- Gerencia Regional de Desarrollo Social: Med. Elio Mauro Vidal Robles
- Gerencia Regional de Recursos Naturales y Gestión del Medio Ambiente: Ing. Jose Abaffi Ramirez Jimenez
- Gerencia Regional de Infraestructura: Ing. Washington Altamirano Guillen

## Direcciones Regionales
- Dirección Regional de Educación: Mag. Armando Bravo Sequeiros
- Dirección Regional de Comercio Exterior y Turismo (Dircetur): Lic. Diana Cuaresma Fuentes
- Dirección Regional de Energía y Minas (Drem): Ing. Jose Raul Farfan Portugal
- Dirección Regional de Salud: M.C. Carlos Hernán Monteagudo Gonzales
- Dirección Regional de Producción: Julio César Rondan Retamoso
- Dirección Regional de Trabajo y Promoción del Empleo: ABOG. Edwin Mantilla LLerena
- Dirección Regional de Transportes y Comunicaciones: Ing. Antonio Ibanez Escalante
- Dirección Regional de Vivienda y Construcción: Ing. Liz López Serrano
- Dirección Regional Agraria: Ing. Lázaro Cárdenas Muños
- Archivo Regional: Lic. Edward Sequeiros Montesinos|
- Unidad Ejecutora Pro Desarrollo: Ing. Gassendy Condori Palma

## Consejo regional
El consejo regional de la Región de Apurímac es un órgano de carácter normativo y fiscalizador, dentro del ámbito propio de competencia del Gobierno Regional, encargado de hacer efectiva la participación de la ciudadanía regional y ejercer las atribuciones que la Ley Orgánica de Gobiernos Regionales del Perú respectiva le encomienda.
Está integrado por 10 consejeros elegidos por sufragio universal en votación directa, de cada una de las 8 provincias de la región, que duran 4 años en sus cargos. 
| # | Provincia               | Provincia   | Partido                      | Consejero                      |
| - | ----------------------- | ----------- | ---------------------------- | ------------------------------ |
| 1 |                         | Abancay     | Movimiento Regional Hatariy" | Karla Sadith Santa Cruz Vargas |
| 1 | Frente Esperanza        | Abancay     | Petter Díaz Valer            |                                |
| 2 |                         | Andahuaylas | Frente Esperanza             | Carlos Oscco Quispe            |
| 2 | Hatariy                 | Andahuaylas | Rosmery Quispe Vilchez       |                                |
| 3 |                         | Antabamba   | Acción Popular               | Oscar Erasmo Paniura Navarro   |
| 4 |                         | Aymaraes    | Movimiento Regional Hatariy  | Naysha Alexandra Prada Garcia  |
| 5 |                         | Chincheros  | Frente Esperanza             | Jesus Alfredo Islachin Aquise  |
| 5 | Benancio Quispe Pillaca | Chincheros  | Frente Esperanza             |                                |
| 6 |                         | Cotabambas  | Hatariy Apurímac             | Jaime Osorio Aguilar           |
| 7 |                         | Grau        | Hatariy Apurímac             | Wildo Quispe Chipana           |